# Либеро
Либеро е пост във волейбола. Основните задачи на този играч са да посреща начален удар и да играе в защита. Това е единственият играч, който не е ограничен от правилата за ротация.

## История
Либеро е най-новата позиция в съвременния волейбол. За пръв път играчи на този пост се появяват през 1999 г., веднага след промените в правилата за игра на закрит волейбол от Световната федерация по волейбол.
Според експерти основна причина за създаването на либеро е желанието да се намери място на игрището за волейболисти с нисък ръст.

## Характеристики
Играчът на пост либеро изпълнява строго защитни функции. Може да замени всяка позиция на втора линия, като това не се брои за смяна. Либеро не може да сервира, да атакува топки над височината на мрежата, да блокира или да се опита да блокира. Играчът може да подава топката отдолу от всяка точка на корта.
Основни изисквания за поста са бързина, добра способност за преминаване, добри умения за справяне с топката и съгласуваност с останалите играчи в отбора.